# دولمة (نمل)
دَوْلَمة هو نوع من النمل صغير القد طوله نحو ٣ مم. جسمه دقيق الزغب متوسط اللمعان. موقه يطول نحو ٧ مم. أعطانه العالم. يتميز برفع بطنه عند السير. سيره مستقيم الاتجاه لا تعريج فيه. زباه كبيرة يقيمها في المواقع الناشزة والمعارض الجنوبية.